# Station Wavrin
Station Wavrin is een spoorwegstation in de Franse gemeente Wavrin.